# دهستان بناجوی شمالی
دهستان بناجوی شمالی یکی از دهستان‌های استان آذربایجان شرقی است که در بخش مرکزی شهرستان بناب واقع شده‌است.